# Kasanal, Chikodi
Kasanal là một làng thuộc tehsil Chikodi, huyện Belgaum, bang Karnataka, Ấn Độ.